# Malta all'Eurovision Song Contest
Malta ha partecipato all'Eurovision Song Contest per la prima volta nel 1971. Negli anni settanta ha gareggiato solo altre due volte, nel 1972 e nel 1975. A causa del numero chiuso di canzoni per edizione (22), a Malta è stata preclusa la partecipazione per tutti gli anni ottanta. Ritornerà solo nel 1991 grazie alla rinuncia dei Paesi Bassi. Da allora ha partecipato a tutte le edizioni; per due volte si è classificata seconda e per altre due volte terza. Le canzoni di Malta sono state tutte cantate in inglese tranne le prime tre, che furono cantate in lingua maltese. Nel 1992 la cantante Mary Spiteri, con il suo brano Little Child, si classificò terza portando l'arcipelago maltese per la prima volta sul podio.

## Partecipazioni
- Primo posto
- Secondo posto
- Terzo posto
- Ultimo posto

| Anno                                    | Artista                     | Canzone                       | Lingua           | Posizione           | Posizione           | Posizione                | Posizione                |
| Anno                                    | Artista                     | Canzone                       | Lingua           | Finale              | Punti               | Semi                     | Punti                    |
| --------------------------------------- | --------------------------- | ----------------------------- | ---------------- | ------------------- | ------------------- | ------------------------ | ------------------------ |
| 1971                                    | Joe Grech                   | Marija l-Maltija              | Maltese          | 18º                 | 52                  | Niente semifinali        | Niente semifinali        |
| 1972                                    | Helen & Joseph              | L-Imħabba                     | Maltese          | 18º                 | 48                  | Niente semifinali        | Niente semifinali        |
| Nessuna partecipazione nel 1973         |                             |                               |                  |                     |                     | Niente semifinali        | Niente semifinali        |
| 1974                                    | Enzo Gusman                 | Paċi fid-Dinja                | Maltese          | Ritirata            | Ritirata            | Niente semifinali        | Niente semifinali        |
| 1975                                    | Renato                      | Singing This Song             | Inglese          | 12º                 | 32                  | Niente semifinali        | Niente semifinali        |
| 1976                                    | Enzo Gusman                 | Sing Your Song, Country Boy   | Inglese          | Ritirata            | Ritirata            | Niente semifinali        | Niente semifinali        |
| Nessuna partecipazione dal 1977 al 1989 |                             |                               |                  |                     |                     | Niente semifinali        | Niente semifinali        |
| 1990                                    | Mary Rose Mallia            | Our Little World of Yesterday | Inglese          | Ritirata            | Ritirata            | Niente semifinali        | Niente semifinali        |
| 1991                                    | Paul Giordimaina & Georgina | Could It Be                   | Inglese          | 6º                  | 106                 | Niente semifinali        | Niente semifinali        |
| 1992                                    | Mary Spiteri                | Little Child                  | Inglese          | 3º                  | 123                 | Niente semifinali        | Niente semifinali        |
| 1993                                    | William Mangion             | This Time                     | Inglese          | 8º                  | 69                  | Niente semifinali        | Niente semifinali        |
| 1994                                    | Chris & Moira               | More Than Love                | Inglese          | 5º                  | 97                  | Niente semifinali        | Niente semifinali        |
| 1995                                    | Mike Spiteri                | Keep Me in Mind               | Inglese          | 10º                 | 76                  | Niente semifinali        | Niente semifinali        |
| 1996                                    | Miriam Christine            | In a Woman's Heart            | Inglese          | 10º                 | 68                  | 4º                       | 138                      |
| 1997                                    | Debbie Scerri               | Let Me Fly                    | Inglese          | 9º                  | 66                  | Niente semifinali        | Niente semifinali        |
| 1998                                    | Chiara                      | The One That I Love           | Inglese          | 3º                  | 165                 | Niente semifinali        | Niente semifinali        |
| 1999                                    | Times Three                 | Believe 'n Peace              | Inglese          | 15º                 | 32                  | Niente semifinali        | Niente semifinali        |
| 2000                                    | Claudette Pace              | Desire                        | Inglese, maltese | 8º                  | 73                  | Niente semifinali        | Niente semifinali        |
| 2001                                    | Fabrizio Faniello           | Another Summer Night          | Inglese          | 9º                  | 48                  | Niente semifinali        | Niente semifinali        |
| 2002                                    | Ira Losco                   | 7th Wonder                    | Inglese          | 2º                  | 164                 | Niente semifinali        | Niente semifinali        |
| 2003                                    | Lynn Chircop                | To Dream Again                | Inglese          | 25º                 | 4                   | Niente semifinali        | Niente semifinali        |
| 2004                                    | Julie & Ludwig              | On Again... Off Again         | Inglese          | 12º                 | 50                  | 8º                       | 74                       |
| 2005                                    | Chiara                      | Angel                         | Inglese          | 2º                  | 192                 | Top 12 l'anno precedente | Top 12 l'anno precedente |
| 2006                                    | Fabrizio Faniello           | I Do                          | Inglese          | 24º                 | 1                   | Top 11 l'anno precedente | Top 11 l'anno precedente |
| 2007                                    | Olivia Lewis                | Vertigo                       | Inglese          | Non qualificata     | Non qualificata     | 25º                      | 15                       |
| 2008                                    | Morena                      | Vodka                         | Inglese          | Non qualificata     | Non qualificata     | 14º                      | 38                       |
| 2009                                    | Chiara                      | What If We                    | Inglese          | 22º                 | 31                  | 6º                       | 86                       |
| 2010                                    | Thea Garrett                | My Dream                      | Inglese          | Non qualificata     | Non qualificata     | 12º                      | 45                       |
| 2011                                    | Glen Vella                  | One Life                      | Inglese          | Non qualificata     | Non qualificata     | 11º                      | 54                       |
| 2012                                    | Kurt Calleja                | This Is the Night             | Inglese          | 21º                 | 41                  | 7º                       | 70                       |
| 2013                                    | Gianluca Bezzina            | Tomorrow                      | Inglese          | 8º                  | 120                 | 4º                       | 118                      |
| 2014                                    | Firelight                   | Coming Home                   | Inglese          | 23º                 | 32                  | 9º                       | 63                       |
| 2015                                    | Amber                       | Warrior                       | Inglese          | Non qualificata     | Non qualificata     | 11º                      | 43                       |
| 2016                                    | Ira Losco                   | Walk on Water                 | Inglese          | 12º                 | 153                 | 3º                       | 209                      |
| 2017                                    | Claudia Faniello            | Breathlessly                  | Inglese          | Non qualificata     | Non qualificata     | 16º                      | 55                       |
| 2018                                    | Christabelle                | Taboo                         | Inglese          | Non qualificata     | Non qualificata     | 13º                      | 101                      |
| 2019                                    | Michela                     | Chameleon                     | Inglese          | 14º                 | 107                 | 8º                       | 157                      |
| 2020                                    | Destiny                     | All of My Love                | Inglese          | Edizione cancellata | Edizione cancellata | Edizione cancellata      | Edizione cancellata      |
| 2021                                    | Destiny                     | Je me casse                   | Inglese          | 7º                  | 255                 | 1º                       | 325                      |
| 2022                                    | Emma Muscat                 | I Am What I Am                | Inglese          | Non qualificata     | Non qualificata     | 16º                      | 47                       |
| 2023                                    | The Busker                  | Dance (Our Own Party)         | Inglese          | Non qualificata     | Non qualificata     | 15º                      | 3                        |
| 2024                                    | Sarah Bonnici               | Loop                          | Inglese          | Non qualificata     | Non qualificata     | 16º                      | 13                       |
| 2025                                    | Miriana Conte               | Serving                       | Inglese          | 17º                 | 91                  | 9º                       | 53                       |

Note:
- Se un paese vince l'edizione precedente, non deve competere nelle semifinali nell'edizione successiva. Inoltre, dal 2004 al 2007, i primi dieci paesi che non erano membri dei Big 4 non dovevano competere nelle semifinali nell'edizione successiva. Se, ad esempio, Germania e Francia si collocavano tra i primi dieci, i paesi che si erano piazzati all'11º e al 12º posto avanzavano alla serata finale dell'edizione successiva insieme al resto della top 10.

## Statistiche di voto
Fino al 2025, le statistiche di voto di Malta sono:
| # | Stato       | Punti |
| - | ----------- | ----- |
| 1 | Italia      | 252   |
| 2 | Svezia      | 189   |
| 3 | Regno Unito | 168   |
| 4 | Grecia      | 109   |
| 5 | Cipro       | 105   |

| # | Stato       | Punti |
| - | ----------- | ----- |
| 1 | Irlanda     | 136   |
| 2 | Regno Unito | 117   |
| 3 | Spagna      | 103   |
| 4 | Svezia      | 97    |
| 5 | Grecia      | 88    |

| # | Stato       | Punti |
| - | ----------- | ----- |
| 1 | Svezia      | 324   |
| 2 | Italia      | 252   |
| 3 | Israele     | 182   |
| 4 | Regno Unito | 168   |
| 5 | Norvegia    | 167   |

| # | Stato       | Punti |
| - | ----------- | ----- |
| 1 | Irlanda     | 191   |
| 2 | Regno Unito | 170   |
| 3 | Svezia      | 152   |
| 4 | Croazia     | 135   |
| 5 | Germania    | 128   |

## Altri premi ricevuti

### Marcel Bezençon Award
I Marcel Bezençon Awards sono stati assegnati per la prima volta durante l'Eurovision Song Contest 2002 a Tallinn, in Estonia, in onore delle migliori canzoni in competizione nella finale. Fondato da Christer Björkman (rappresentante della Svezia nell'Eurovision Song Contest del 1992 e capo della delegazione per la Svezia fino al 2021) e Richard Herrey (membro del gruppo Herreys e vincitore dalla Svezia nell'Eurovision Song Contest 1984), i premi prendono il nome del creatore del concorso, Marcel Bezençon.
I premi sono suddivisi in 3 categorie:
- Press Award: Per la miglior voce che viene votata dalla stampa durante l'evento.
- Artistic Award: Per il miglior artista, votato fino al 2009 dai vincitori delle scorse edizioni. A partire dal 2010 viene votato dai commentatori.
- Composer Award: Per la miglior composizione musicale che viene votata da una giuria di compositori.

| Anno | Categoria   | Artista | Canzone | Compositore     |
| ---- | ----------- | ------- | ------- | --------------- |
| 2005 | Press Award | Chiara  | Angel   | Chiara Siracusa |

### OGAE Eurovision Song Contest Poll
L'OGAE Eurovision Song Contest Poll è la classifica fatta dai gruppi dell'OGAE, organizzazione internazionale che consiste in un network di oltre 40 fan club del Contest di vari Paesi europei e non. Come ogni anno, i membri dell'OGAE hanno l'opportunità di votare per la loro canzone preferita prima della gara e i risultati sono stati pubblicati sul sito web dell'organizzazione.
| Anno | Categoria | Artista | Canzone     | Compositore                                                     |
| ---- | --------- | ------- | ----------- | --------------------------------------------------------------- |
| 2021 | OGAE 2021 | Destiny | Je me casse | Amanuel Dermont, Malin Christin, Nicklas Eklund, Pete Barringer |

### Barbara Dex Award
Il Barbara Dex Award è un riconoscimento non ufficiale con il quale viene premiato l'artista peggio vestito all'Eurovision Song Contest. Prende il nome dall'omonima artista belga che nell'edizione del 1993 si è presentata con un abito che lei stessa aveva confezionato e che aveva attirato l'attenzione negativa dei commentatori e del pubblico.
| Anno | Categoria         | Artista       | Canzone    | Compositore |
| ---- | ----------------- | ------------- | ---------- | ----------- |
| 1997 | Barbara Dex Award | Debbie Scerri | Let Me Fly | Ray Agius   |